# Lithocarpus bicoloratus
Lithocarpus bicoloratus är en bokväxtart som först beskrevs av Adolph Daniel Edward Elmer, och fick sitt nu gällande namn av Aimée Antoinette Camus. Lithocarpus bicoloratus ingår i släktet Lithocarpus och familjen bokväxter. Inga underarter finns listade.